# Wilhelm Johann Theodor Mauch
Wilhelm Johann Theodor Mauch (* 1788 in Schleswig; † 5. Oktober 1863 in Niendorf bei Hamburg) war ein deutscher Mediziner und Bryologe.

## Leben
Mauch war der Sohn eines Hofpächters in Deutsch-Nienhof. Er studierte Medizin an der Universität Kiel und ab 1808 an der Universität Göttingen, wo er bereits 1808 zu den Mitgliedern der Landsmannschaft Hannovera gehörte, die im Januar 1809 das Corps Hannovera stifteten. 1810 soll Mauch in Göttingen auch Mitglied des Corps Vandalia geworden sein und musste im September 1810 nach einem Duell mit tödlichem Ausgang für seinen Gegner, den Holsteiner stud. von Rönne, aus der Stadt fliehen. Er setzte sein Studium ab Michaelis 1810 in Jena fort, wo er sicher als Mitglied des Corps Vandalia eingeordnet werden kann. An den Befreiungskriegen nahm Mauch als Militärarzt teil. Er promovierte zum Dr. med. und chir. Danach war zunächst als praktischer Arzt in Schleswig tätig, wo er im Lollfuß seine Praxis hatte, die Taubstummenanstalt (heute: Wilhelm Pfingsten-Schule) ärztlich betreute und 1824 wegen einer Blatternepidemie kurzzeitig zum Stadtphysicus bestellt wurde. Am 24. April 1844 wurde Mauch Physicus von Stadt und Amt Rendsburg, wo er 1860 in den Ruhestand trat. Neben zahlreichen medizinischen Veröffentlichungen befasste er sich auch mit Arbeiten zum Kartoffelanbau. Als Bryologe legte er ein Herbar an, das 1946 wieder aufgefunden wurde. Bis ins hohe Alter war Mauch ein streitbarer Geist.

## Schriften
- Erklärung des[W[ilhelm] Joh[ann] Theodor] Mauch in Schleswig, betreffend die Todesart des Carl Friedrich Traup, veranlaßt durch zwei von der medicinischen Facultät in Kiel abgegebene Gutachten, Kgl. Taubstummen-Institut, 1821
- Einige Notizen über Pflanzen und pflanzenkundige Männer in den Herzogthümern Schleswig, Holstein und Lauenburg, 1840
- Ueber das Emphysem in den Lungen neugeborener Kinder: Ein Beitrag zur Lehre von der Lungenprobe, Perthes-Besser & Mauke, Hamburg 1841
- Das Wissenswürdigste über die Beschaffenheit, Anpflanzung, Aufbewahrung und Benutzung der Kartoffeln, Wendell, 1847
- Amtlicher Bericht des Physikus Doctor[Wilhelm Johann Theodor] Mauch in Rendsburg über den Hergang, welcher bei Besetzung der Hebammen-Stelle zu Brammer stattgefunden hat, 1847
- Beantwortung einiger mir von dem Königlichen Schleswig-Holsteinischen Sanitätscollegium in Kiel gemachten Vorwürfe, 1847
- Vom Verhältnisse der Thymus beim Astma, Band 1 von Von den astmatischen Krankheiten der Kinder, Verlag Hirschwald in Comm., 1852
- Die asthmatischen Krankheiten der Kinder, Berlin 1853
- Von der Ehrsamkeit und Gelehrsamkeit unserer modernen deutschen Physiologen: Ein offenes Schreiben an Friedleben in Frankfurt a. M. sowie an Helfft in Berlin, 1854